# روي ليتل
روي ليتل (بالإنجليزية: Roy Little) (1 يونيو 1931 بمانشستر في المملكة المتحدة - 2 فبراير 2015 بمانشستر في المملكة المتحدة) هو لاعب كرة قدم بريطاني في مركز الدفاع. لعب مع برايتون أند هوف ألبيون وكريستال بالاس ومانشستر سيتي ونادي دوفر وكرايستشرش يونايتد.

## وصلات خارجية
- روي ليتل على موقع قاعدة بيانات كرة القدم.إي يو (الإنجليزية)